# De man (Bradbury)
De man is een sciencefictionverhaal geschreven door de Amerikaan Ray Bradbury in 1949. Hij schreef het onder zijn pseudoniem Leonard Spaulding. Bradbury gaf aan dat zijn werk nooit onder een noemer te vangen was. Dit verhaal kan ook gelezen worden als religieus verhaal over de Messias. The man verscheen oorspronkelijk  in Thrilling Wonder Stories. Het werd later met soortgelijke verhalen gebundeld in de verzameling The illustrated man. Het verscheen in de bundel De geïllustreerde man bij Born NV Uitgeversmaatschappij in de serie Born SF (1976).  

## Het verhaal
Kapitein Hart is de gezagvoerder op een van de drie ruimtevaartuigen, die nog functioneren in een verre toekomst. In die hoedanigheid bezoekt hij samen met zijn medewerker Martin de zoveelste planeet. Hij verwacht dat de bevolking hen direct welkom zal heten omdat ze nog nooit bezoek van buiten hun planeet hebben gehad. Het tegendeel blijkt echter waar want hoewel hun raket duidelijk zichtbaar was bij aankomst, schenkt de plaatselijke bevolking nauwelijks aandacht aan hen. De kapitein is ziedend, zeker als hij na een eerste verkennend gesprek verneemt dat hij op een ongelegen tijdstip komt. De burgemeester vertelt dat er gisteren een bijzondere man in zijn dorp is geweest, die van enorme invloed is geweest. De bezoeker bracht vrede, rust en gezondheid. 
Hart verdenkt eerst nog zijn collegae ervan hem voor te zijn geweest en de bevolking te hebben ingepalmd. Dit blijkt echter niet het geval, want de andere twee ruimteschepen arriveren pas later en bovendien blijkt bij hun aankomst dat vrijwel de gehele bemanning van beide schepen, inclusief de gezagvoerders, is omgekomen omdat de schepen door een kosmische storm zijn gevlogen. Hart wil daarom weten wie de bijzondere man is/was, maar de burgemeester kan alleen nog meedelen dat de man bijzonder is/was. Of hij nog in het dorp is, weet de burgemeester niet, maar hij vermoedt van niet, maar niets uitgesloten. Bij Hart, als ongelovige, begint vervolgens te dagen, dat hij wellicht de Messias op het spoor gekomen is. Hij neemt zich direct voor naar de volgende planeet te vertrekken in de hoop ooit de Messias in te halen. Martin blijft op de planeet en loopt samen met de burgemeester naar het dorp. Beiden twijfelen sterk of Hart ooit echt de Messias zal vinden.